# Levkušje
Levkušje je naselje u Republici Hrvatskoj, u sastavu grada Ozlja, Karlovačka županija. 

## Stanovništvo
Prema popisu stanovništva iz 2021. godine, naselje je imalo 171 stanovnika, te 54 obiteljskih kućanstava prema popisu stanovništva iz 2001. godine.
| broj stanovnika | 169   | 171   | 150   | 181   | 182   | 200   | 219   | 245   | 269   | 265   | 256   | 255   | 251   | 234   | 198   | 194   | 171   |
|                 | 1857. | 1869. | 1880. | 1890. | 1900. | 1910. | 1921. | 1931. | 1948. | 1953. | 1961. | 1971. | 1981. | 1991. | 2001. | 2011. | 2021. |

## Galerija
- Zgrada mjesnog odbora Levkušje
- Raspelo u Levkušju, odmah do zgrade mjesnog odbora
- Potopljeni čamac u rijeci Kupi
- Polja
- Kupa u Levkušju